# Грибенес
Грибенес або гривен (їд. גריבענעס, «шкварки»; івр. גלדי שומן) — страва ашкеназо-єврейської кухні, що складається з хрумких шкварок з курячої або гусячої шкіри зі смаженою цибулею.

## Етимологія
Слово gribenes пов'язане з німецькою Griebe (множина Grieben), що означає «шматок жиру, хрумкий» (від давньоверхньонімецького griobo через середньоверхньонімецьку griebe), де Griebenschmalz — це смалець, з якого шкварки не видалені.

## Історія
Улюблена їжа ашкеназів, грибенес з'являється в єврейських оповіданнях і притчах, наприклад, у творчості єврейського поета Хаїма Бялика.
Як і інші шкварки, грибенес є побічним продуктом переробки тваринного жиру для виробництва кулінарного жиру, в даному випадку кошерного шмальцю.
Грибенес можна використовувати як інгредієнт у таких стравах, як каша лаккес, флейшиг кугель та гехакте лебер.
Грибенес часто пов'язують із єврейськими святами Ханука та Рош га-Шана. Традиційно під час Хануки грибенес подавали з картопляним кугелем або латкесом.Страва також пов'язана з Песахом, тому що велика кількість смальцю з отриманими грибенес традиційно використовувалася в рецептах Песаху.

## Вживання
Грибенес можна їсти як закуску до житнього або гарбузового хліба з сіллю, або використовувати в таких рецептах, як рубана печінка, або все вищепераховане. Його часто подають як гарнір до житніх пастрамі або хот-догів.
Цю страву їдять як опівнічний перекус або як закуску. У Луїзіані євреї додають грибенес до джамбалаї замість креветок (по кашруту). Його подавали дітям на хлібі хала як частування. Його також можна подавати в GLT, модифікованій версії BLT-сендвічу, в якому бекон замінено грибенесами..